# 永兴岛虚拟镇
永兴岛虚拟镇是中华人民共和国海南省三沙市西沙区下辖的一个镇。原行政区划代码469037，现行政区划代码460321。

## 行政区划
永兴岛虚拟镇下辖永兴社区、永兴北村、永兴南村、赵述社区，由永兴居民委员会管辖。